# Библиографија Фјодора Достојевског
Фјодор Достојевски (1821 – 1881) био је руски писац романа, новела, приповетка, есеја и других књижевних дела. Одгајан у породици учених родитеља, Фјодор је од ране младости био у додиру са књижевним делима, почевши од тренутка када га је мајка упознала са Библијом. Детињство је провео у оквиру стамбеног блока московске болнице за сиромашне у којој је његов отац радио као лекар. Болничке дадиље упознале су га са бајкама, легендама и сагама. Његова мајка Марија била је чланица библиотеке, што је Фјодору омогућило приступ руској и међународној књижевности. Након мајчине смрти, он и његов брат послати су у Војну академију у Санкт Петербургу. Фјодору није превише добро ишло на академији због лоших оцена из математике, коју није волео. Његову пажњу заокупирала је књижевност, којом се бавио све до своје смрти. Захваљујући разумевањем француског, којег је научио на академији, почео је да преводи француска дела на руски језик, а убрзо потом и да пише кратке приче.
Достојевски је започео своју издавачку каријеру након завршетка универзитета. Са објављивањем свог првог романа, Бедни људи 1846. године, постао је познат широм Санкт Петербурга и Русије. Многи књижевници и критичари, као што су Висарион Белински и Александар Херцен, хвалили су његов приказ сиромаштва, а Белински је ово дело назвао првим „социјалним романом у Русији”. Исте године објавио је и свој други роман Двојник, као и неколико кратких прича објављених углавном у левичарским часописима као што су Отаџбински записи и Савременик. Међутим, ова дела нису достигла популарност првог романа.
Финансијске потешкоће са којима се сусрео, навеле су га да се придружи политичким групама. Једна од таквих била је и тајна револуционарна кружока Петрашевци у оквиру које је дистрибуирано и читано неколико чланака Висариона Белицког, који су сматрани антирелигијским и антивладиним. Због тога су он и други чланови ухапшени и осуђени на смртну казну. Помилован је у последњем тренутку и послат на принудни рад  у Сибиру, где му је казна накнадно смањена на четири године. Током служења затворске казне написао је неколико дела, укључујући и аутобиографију Записи из мртвог дома. У овом периоду једине књиге које је прочитао биле су књига Новог завета и неколицине друге литературе које је прибавио ван касарне пре затварања.
Након пуштања на слободу, Достојевски је провео много времена читајући разне књиге, показујући интересовање за националистичку и конзервативну филозофију и изражавао је све већи скептицизам према савременим покретима, посебно према нихилизму. Фјодор је написао своја најзначајнија дела након боравка у Сибиру, укључујући Злочин и казну, Идиота, Коцкара и Браћу Карамазову . Уз помоћ свог брата Михаила, Фјодор је покренуо два часописа, Време и Епоха, у којима је објавио неколико својих прича. Након њиховог затварања, већина његових дела је објављена у конзервативном Руском гласнику све до издавање збирке Дневника писца, која је садржала већину његових дела, укључујући есеје и чланке. Неколико нацрта и планова, посебно оних започетих током његовог меденог месеца, остало је недовршено након његове смрти.
Библиографију Фјодора Достојевског чине тринаест романа, три новеле, осамнаест приповетки, преко 220 чланака и 725 писама, као и многа друга дела. Његов рад имао је утицај на руску књижевност а многу књижевни критичари сматрају га за једним од највећих романописаца у читавој светској књижевности, јер се многа његова дела сматрају ремек-делима великог утицаја.

## Романи и новеле
| Наслов                | Година | Прво издање          | Напомена                                                                                      | Реф.   |
| --------------------- | ------ | -------------------- | --------------------------------------------------------------------------------------------- | ------ |
| Бедни људи            | 1846.  | Петроградски зборник | роман                                                                                         | [ 6 ]  |
| Двојник               | 1846.  | Отаџбински записи    | роман                                                                                         | [ 7 ]  |
| Газдарица             | 1847.  | Отаџбински запис     | новела                                                                                        | [ 8 ]  |
| Неточка Незванова     | 1849.  | Отаџбински запис     | (недовршен) напуштено дело                                                                    | [ 7 ]  |
| Ујкин сан             | 1859.  | The Russian Word     | новела                                                                                        | [ 9 ]  |
| Село Степанчиково     | 1859.  | Руски весник         | роман                                                                                         | [ 10 ] |
| Понижени и увређени   | 1861.  | Време                | роман                                                                                         | [ 11 ] |
| Записи из мртвог дома | 1861.  | Време                | роман                                                                                         | [ 12 ] |
| Записи из подземља    | 1864.  | Епоха                | Новела у два дела; познат и као Записи из подземља и Писма из подземља                        | [ 13 ] |
| Злочин и казна        | 1866.  | Руски весник         | роман                                                                                         | [ 14 ] |
| Коцкар                | 1867.  | самостално издавање  | роман                                                                                         | [ 15 ] |
| Идиот                 | 1869.  | Руски весник         | роман                                                                                         | [ 16 ] |
| Вечни муж             | 1869.  | Зарја                | роман                                                                                         | [ 17 ] |
| Зли дуси              | 1872.  | Руски весник         | роман                                                                                         | [ 18 ] |
| Младић                | 1875.  | Отаџбински записи    | роман                                                                                         | [ 19 ] |
| Браћа Карамазови      | 1880.  | Руски весник         | роман у дванаест „књига” и епилог; првобитно замишљен као први део епа Живот великог грешника | [ 20 ] |

## Кратке приче
| Наслов                                                                             | Година | Први издавач     | Напомена | Реф.          |
| ---------------------------------------------------------------------------------- | ------ | ---------------- | --- | ------------- |
| Господин Прохарчин                                                                 | 1846.  | Отаџбински запис | | [ 21 ]        |
| Рома у девет писама                                                                | 1847.  | The Contemporary | | [ 22 ]        |
| "A Jealous Husband"Ревнивый муж, Revnyvy muzh                                      | 1848.  | Отаџбински запис | | [ 23 ]        |
| Туђа жена                                                                          | 1848.  | Отаџбински запис | | [ 23 ]        |
| Туђа жена и муж под креветом                                                       | 1848.  | Отаџбински запис | Спајање између "Љубоморног мужа" и "Жене другог мушкарца"                                                            | [ 23 ]        |
| "A Weak Heart"Слабое сердце, Slaboe serdtse                                        | 1848.  | Отаџбински запис | | [ 24 ]        |
| "Polzunkov"Ползунков, Polzunkov                                                    | 1848.  | The Contemporary | | [ 25 ]        |
| "An Honest Thief"Честный вор, Chestny vor                                          | 1848.  | Отаџбински запис | | [ 26 ]        |
| "A Christmas Tree and a Wedding"Ёлка и свадьба, Yolka i svad'ba                    | 1848.  | Отаџбински запис | | [ 27 ]        |
| "White Nights"Белые ночи, Belye nochi                                              | 1848.  | Отаџбински запис | | [ 28 ]        |
| "A Little Hero"Маленький герой, Malenkiy geroy                                     | 1849.  | Отаџбински запис | | [ 29 ] [ 30 ] |
| "A Nasty Story"Скверный анекдот, Skverny anekdot                                   | 1862.  | Време            | Also known as "A Disgraceful Affair", "A Nasty Anecdote", "A Most Unfortunate Incident", "An Unpleasant Predicament" | [ 31 ]        |
| "The Crocodile"Крокодил, Krokodil                                                  | 1865.  | Епоха            | | [ 32 ]        |
| "Bobok"Бобок, Bobok                                                                | 1873.  | The Citizen      | | [ 33 ]        |
| "The Peasant Marey"Мужик Марей, Muzhik Marey                                       | 1876.  | A Writer's Diary | | [ 34 ]        |
| "The Heavenly Christmas Tree"Мальчик у Христа на ёлке, Mal'chik u Khrista na yolke | 1876.  | A Writer's Diary | | [ 34 ]        |
| "A Gentle Creature"Кроткая, Krotkaya                                               | 1876.  | A Writer's Diary | Also known as "The Meek One", "A Gentle Maiden", "The Gentle Maiden", "A Gentle Spirit"                              | [ 35 ]        |
| "The Dream of a Ridiculous Man"Сон смешного человека, Son smeshnovo cheloveka      | 1877.  | A Writer's Diary | | [ 36 ]        |